# Christopher Morgan (Politiker)

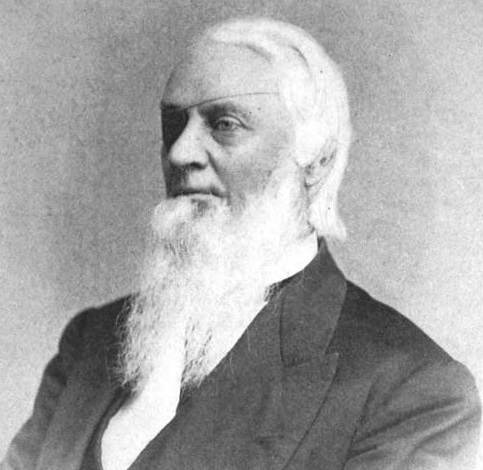
Christopher Morgan

Christopher Morgan (* 4. Juni 1808 in Aurora, New York; † 3. April 1877 in Auburn, New York) war ein US-amerikanischer Jurist und Politiker. Zwischen 1839 und 1843 vertrat er den Bundesstaat New York im US-Repräsentantenhaus. Der Kongressabgeordneter Edwin B. Morgan war sein Bruder und der Kongressabgeordneter Noyes Barber sein Onkel.

## Werdegang
Christopher Morgan wurde ungefähr vier Jahre vor dem Ausbruch des Britisch-Amerikanischen Krieges im Cayuga County geboren. Er verfolgte Klassische Altertumswissenschaft und graduierte dann 1830 am Yale College. Morgan studierte Jura. Nach dem Erhalt seiner Zulassung als Anwalt begann er in Aurora zu praktizieren. Politisch gehörte er der Whig Party an. Bei den Kongresswahlen des Jahres 1838 für den 26. Kongress wurde Morgan im 24. Wahlbezirk von New York in das US-Repräsentantenhaus in Washington, D.C. gewählt, wo er am 4. März 1839 die Nachfolge von William H. Noble antrat. Er wurde einmal wiedergewählt. 1842 erlitt er bei seiner Wiederwahlkandidatur eine Niederlage und schied dann nach dem 3. März 1843 aus dem Kongress aus. Nach seiner Kongresszeit zog er 1843 nach Auburn, wo er wieder seiner Tätigkeit als Anwalt nachging. Zwischen 1847 und 1851 war er Secretary of State von New York. Während dieser Zeit wurde er 1848 Supterintendent für die öffentlichen Schulen von New York – ein Posten, den er bis 1852 bekleidete. Er war 1860 und 1862 Bürgermeister von Auburn. Dann diente er als Trustee an der staatlichen Irrenanstalt in Utica. Er verstarb am 3. April 1877 in Auburn. Sein Leichnam wurde auf dem Fort Hill Cemetery beigesetzt.